# Saint-André-de-l'Épine
Pour les articles homonymes, voir Saint-André.
Saint-André-de-l'Épine est une commune française, située dans le département de la Manche en région Normandie, peuplée de 553 habitants.

## Géographie
La commune est structurée en une trentaine de hameaux : Saint-André-de-L'Épine (le bourg), la Marerie, la Blotrie, la Croix Poitevin, la Terre à Deshayes, Hôtel Dufayel, la Roque, l'Épine, la Gourderie, les Aumônes, Belle Fontaine, la Flétrie, les Carrières, la Hêmerie, le Village Rupaley, le Mont Huet, la Sauvagine, la Pointe, le Mesnil Sigard de Haut, le Mesnil Sigard de Bas, le Hameau Pied, la Boulaye, Latrourie, l'Hôtel Godard, le Hameau Saint-André, la Rebourserie, Croix des Douze Chênes, la Goubdière, la Pièrie, la Crüe, le Calvaire, l'Hôtel Balleroy, la Chêne au Loup.
Il possède un petit bois : le bois des Sauvagines.
| La Luzerne                    | Couvains                | Couvains, Saint-Georges-d'Elle |
| Saint-Lô                      | Saint-André-de-l'Épine  | Saint-Georges-d'Elle           |
| Saint-Lô, La Barre-de-Semilly | Saint-Pierre-de-Semilly | Saint-Pierre-de-Semilly        |

### Hydrographie
La commune est située dans le bassin Seine-Normandie. Elle est drainée par le ruisseau de Branche, le ruisseau de la Dollee et le ruisseau de la Pierie,,.

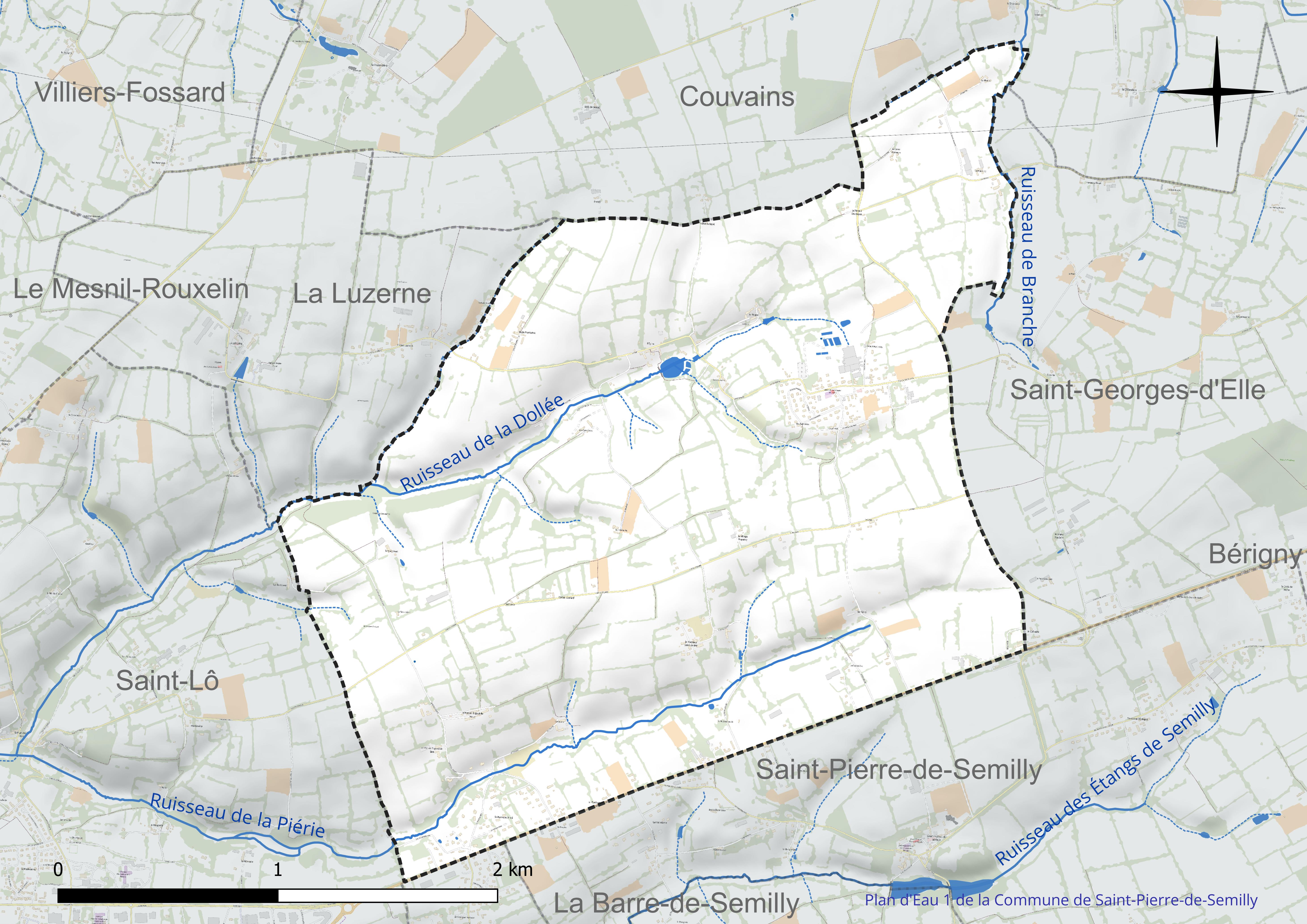
Réseau hydrographique de Saint-André-de-l'Épine.

### Climat
Pour des articles plus généraux, voir Climat de la Normandie et Climat de la Manche.
En 2010, le climat de la commune est de type climat océanique franc, selon une étude du CNRS s'appuyant sur une série de données couvrant la période 1971-2000. En 2020, Météo-France publie une typologie des climats de la France métropolitaine dans laquelle la commune est exposée à un climat océanique et est dans la région climatique  Normandie (Cotentin, Orne), caractérisée par une pluviométrie relativement élevée (850 mm/a) et un été frais (15,5 °C) et venté. Parallèlement le GIEC normand, un groupe régional d’experts sur le climat, différencie quant à lui, dans une étude de 2020, trois grands types de climats pour la région Normandie, nuancés à une échelle plus fine par les facteurs géographiques locaux. La commune est, selon ce zonage, exposée à un « climat contrasté des collines », correspondant au Bocage normand, bien arrosé, voire très arrosé sur les reliefs les plus exposés au flux d’ouest, et frais en raison de l’altitude.
Pour la période 1971-2000, la température annuelle moyenne est de 10,4 °C, avec une amplitude thermique annuelle de 12 °C. Le cumul annuel moyen de précipitations est de 1 025 mm, avec 14,6 jours de précipitations en janvier et 8,7 jours en juillet. Pour la période 1991-2020, la température moyenne annuelle observée sur la station météorologique la plus proche, située sur la commune de Condé-sur-Vire à 10 km à vol d'oiseau, est de 11,3 °C et le cumul annuel moyen de précipitations est de 956,7 mm,. Pour l'avenir, les paramètres climatiques de la commune estimés pour 2050 selon différents scénarios d’émission de gaz à effet de serre sont consultables sur un site dédié publié par Météo-France en novembre 2022.

## Urbanisme

### Typologie
Au 1er janvier 2024, Saint-André-de-l'Épine est catégorisée commune rurale à habitat dispersé, selon la nouvelle grille communale de densité à sept niveaux définie par l'Insee en 2022.
Elle est située hors unité urbaine. Par ailleurs la commune fait partie de l'aire d'attraction de Saint-Lô, dont elle est une commune de la couronne,. Cette aire, qui regroupe 63 communes, est catégorisée dans les aires de 50 000 à moins de 200 000 habitants,.

### Occupation des sols
L'occupation des sols de la commune, telle qu'elle ressort de la base de données européenne d’occupation biophysique des sols Corine Land Cover (CLC), est marquée par l'importance des territoires agricoles (92,4 % en 2018), en diminution par rapport à 1990 (96,3 %). La répartition détaillée en 2018 est la suivante : prairies (77,9 %), terres arables (14,6 %), zones urbanisées (7,6 %). L'évolution de l’occupation des sols de la commune et de ses infrastructures peut être observée sur les différentes représentations cartographiques du territoire : la carte de Cassini (XVIIIe siècle), la carte d'état-major (1820-1866) et les cartes ou photos aériennes de l'IGN pour la période actuelle (1950 à aujourd'hui).

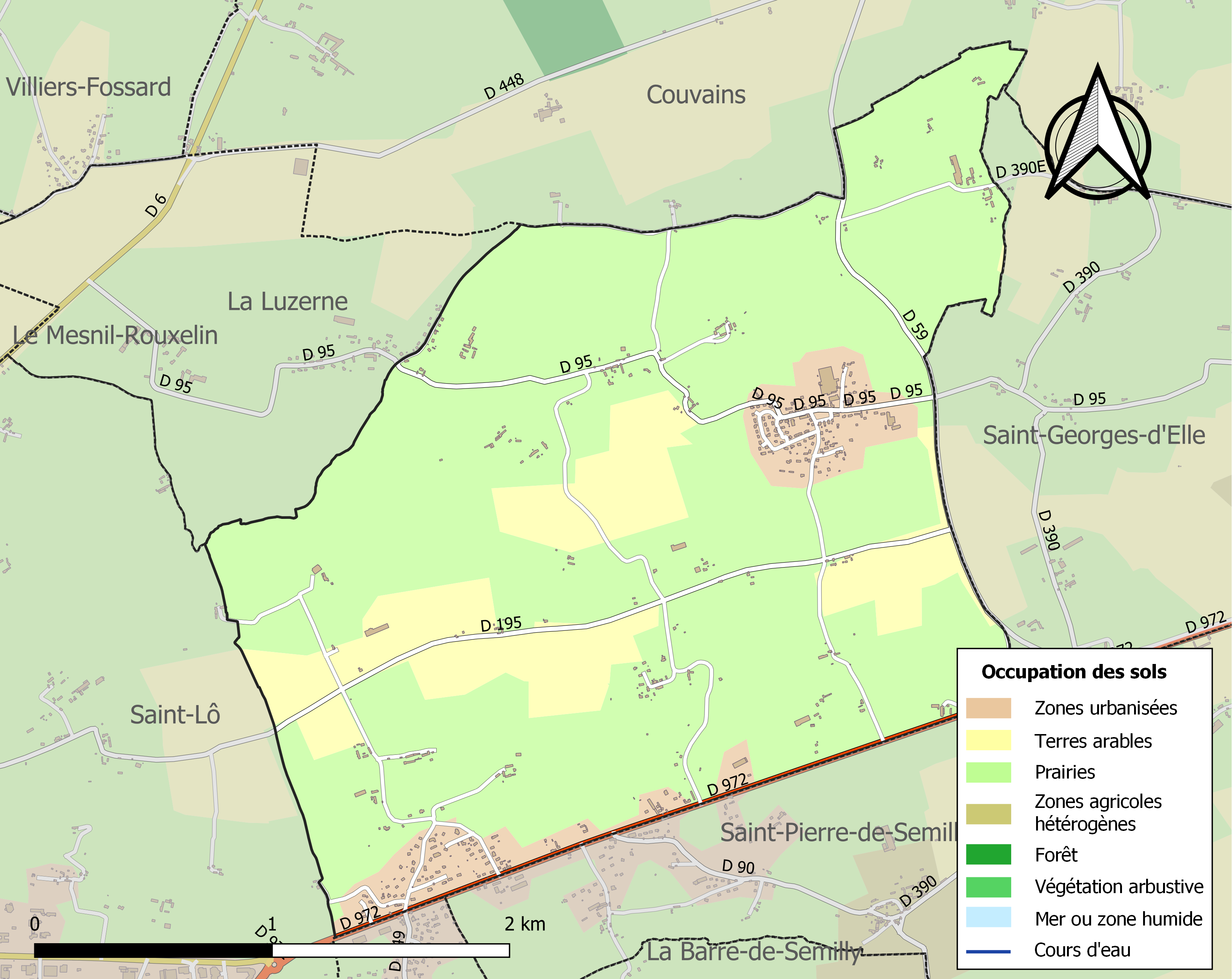
Carte des infrastructures et de l'occupation des sols de la commune en 2018 (CLC).

## Toponymie
Le nom de la localité est attesté sous la forme Saint-André-de-l'Épine en 1801.
André est un saint catholique vénéré dans la Manche. La croix de Saint-André est l'attribut spécifique de l'âne normand et de l'âne du Cotentin.
L'Épine est un hameau de Saint-André.

### Micro-toponymie
Le nom du hameau le Mesnil Sigard est une formation tardive en Mesnil « domaine rural », comme le montrent à la fois la postposition du second élément Sigard et la présence de l'article défini masculin le. Le second élément Sigard est un anthroponyme comme c'est généralement le cas pour les formations toponymiques en -mesnil, Mesnil. Ce nom de personne est issu du vieux norrois Siggarðr (cf. norvégien Siggard), ce qui explique le maintien du [g] et exclut l'anthroponyme germanique Sighard, qui a abouti à Siard en langue d'oïl et Sicard en langue d'oc.
La Boulaye désignait à l'origine un bois de bouleaux.
Les hameaux en Y-erie, Y-ère, ou Hôtel Y sont des constructions plus récentes. Ils désignaient à l'origine le corps agricole de la famille Y. Marerie (ferme des Mare) ; Blotrie (ferme des Blot) ; Terre à Deshayes (ferme des Deshayes) ; Hôtel Dufayel (ferme des Dufayel) ; Gourderie (ferme des Gourd) ; Flétrie (ferme des Flet) ; Hêmerie (ferme des Hesme) ; Hameau Pied (ferme des Pied) ; Latrourie (ferme des (La)trou) ; Hôtel Godard (ferme des Godard) ; Rebourserie (ferme des Rebours) ; Goubdière (ferme des Goubs) ; Hôtel Balleroy (ferme des Balleroy) ; Mont Huet (ferme des Huet) ; Pièrie (ferme des Piere).

## Histoire
Guillaume de Bacon, seigneur du Molay (fl. XVIIe siècle) donna la chapelle Saint-André à l'abbaye de Cerisy en même temps que l'église de Couvains.
La seigneurie de Saint-André-de-l'Épine a été réunie à celle de Mathan (Longvillers), érigée en marquisat sous Louis XV par lettres patentes du février 1736 en faveur de Bernardin, chevalier, marquis de Mathan, pour services rendus.

## Politique et administration

### Administration municipale
Le conseil municipal est composé de quinze membres dont le maire et trois adjoints.
En 2017, le conseil municipal ayant perdu plus du tiers de ses membres, il est procédé à des élections municipales partielles complémentaires pour élire cinq membres du conseil municipal.

### Liste des maires
| Période                                  | Période   | Identité        | Étiquette | Qualité                    |
| ---------------------------------------- | --------- | --------------- | --------- | -------------------------- |
| Les données manquantes sont à compléter. |           |                 |           |                            |
| juin 1995                                | mars 2014 | Gérard Vautier  | SE        | Agriculteur                |
| mars 2014                                | mai 2015  | Stéphane Collet | SE        | Contremaître               |
| mai 2015                                 | mai 2020  | Serge Montaigne | SE        | Retraité                   |
| mai 2020                                 | En cours  | Gaétan Salagnac | SE        | Proviseur adjoint de lycée |

## Démographie
L'évolution du nombre d'habitants est connue à travers les recensements de la population effectués dans la commune depuis 1793. Pour les communes de moins de 10 000 habitants, une enquête de recensement portant sur toute la population est réalisée tous les cinq ans, les populations de référence des années intermédiaires étant quant à elles estimées par interpolation ou extrapolation. Pour la commune, le premier recensement exhaustif entrant dans le cadre du nouveau dispositif a été réalisé en 2007.
En 2022, la commune comptait 553 habitants, en évolution de −0,18 % par rapport à 2016 (Manche : −0,31 %, France hors Mayotte : +2,11 %).
Saint-André connaît un essor démographique depuis 1990, en tant que commune péri-urbaine de Saint-Lô.
| 1793 | 1800 | 1806 | 1821 | 1831 | 1836 | 1841 | 1846 | 1851 |
| ---- | ---- | ---- | ---- | ---- | ---- | ---- | ---- | ---- |
| 365  | 321  | 434  | 500  | 409  | 430  | 395  | 412  | 406  |

| 1856 | 1861 | 1866 | 1872 | 1876 | 1881 | 1886 | 1891 | 1896 |
| ---- | ---- | ---- | ---- | ---- | ---- | ---- | ---- | ---- |
| 387  | 397  | 362  | 335  | 361  | 342  | 348  | 326  | 322  |

| 1901 | 1906 | 1911 | 1921 | 1926 | 1931 | 1936 | 1946 | 1954 |
| ---- | ---- | ---- | ---- | ---- | ---- | ---- | ---- | ---- |
| 327  | 296  | 288  | 306  | 273  | 282  | 286  | 283  | 322  |

| 1962 | 1968 | 1975 | 1982 | 1990 | 1999 | 2006 | 2007 | 2012 |
| ---- | ---- | ---- | ---- | ---- | ---- | ---- | ---- | ---- |
| 333  | 307  | 374  | 451  | 433  | 463  | 487  | 490  | 560  |

| 2017 | 2022 | - | - | - | - | - | - | - |
| ---- | ---- | - | - | - | - | - | - | - |
| 548  | 553  | - | - | - | - | - | - | - |

## Économie
Entreprise : Saint-André Plastique.

## Lieux et monuments
- Église Saint-André (XIXe siècle) détruite en 1944 et reconstruite de 1956 à 1959 selon les plans des architectes Desouches et Chirat. Elle abrite un Chemin de croix et une Vierge à l'Enfant assise de Marcelle Delcour-Guinard (1896-1978)[30], ainsi qu'une verrière du XXe de Pierre Chevalley et de l'Atelier Ripeau, et une statue de saint Antoine du XXe de G. Mugler[21].
- Oratoire.
- Village reconstruit.